# Farès Bahlouli
Farès Bahlouli (Lione, 8 aprile 1995) è un calciatore francese, centrocampista svincolato.

## Biografia
È fratello di Mohamed Bahlouli, anch'egli calciatore.

## Carriera

### Club
Nella stagione 2012-2013 ha esordito in Ligue 1 con la maglia dell'Olympique Lione nella sconfitta casalinga contro il Paris Saint-Germain entrando nei minuti finali al posto di Anthony Martial. Nella stagione successiva ha giocato una partita dei play-off di UEFA Champions League contro la Real Sociedad.

#### Monaco
Il 30 giugno 2015 dopo diversi giorni di trattative si è trasferito al Monaco per 3.5 milioni di euro e ha firmato un contratto quinquennale.
Nel contratto c'è anche una clausola del 20% su una futura cessione del giocatore da versare nelle casse dell'Olympique Lione. Il 10 aprile 2016 segna il suo primo gol con la maglia dei monegaschi nella partita persa per 4-1 contro il Lille.

### Nazionale
Con la Nazionale Under-21 ha giocato alcune partite di qualificazione agli Europei di categoria del 2015.

## Statistiche

### Presenze e reti nei club
Statistiche aggiornate al 24 luglio 2019
| Stagione        | Squadra         | Campionato      | Campionato | Campionato | Coppe naz. | Coppe naz. | Coppe naz. | Coppe europee | Coppe europee | Coppe europee | Altre coppe | Altre coppe | Altre coppe | Totale | Totale |
| Stagione        | Squadra         | Comp            | Pres       | Reti       | Comp       | Pres       | Reti       | Comp          | Pres          | Reti          | Comp        | Pres        | Reti        | Pres   | Reti   |
| --------------- | --------------- | --------------- | ---------- | ---------- | ---------- | ---------- | ---------- | ------------- | ------------- | ------------- | ----------- | ----------- | ----------- | ------ | ------ |
| 2012-2013       | O. Lione        | L1              | 1          | 0          | CF         | -          | -          | -             | -             | -             | -           | -           | -           | 1      | 0      |
| 2013-2014       | O. Lione        | L1              | 4          | 0          | CF+CL      | 0+1        | 0+0        | UCL           | 1             | 0             | -           | -           |             | 6      | 0      |
| 2014-2015       | O. Lione        | L1              | 4          | 0          | -          | -          | -          | UEL           | 2             | 0             | -           | -           |             | 6      | 0      |
| Totale O. Lione | Totale O. Lione | Totale O. Lione | 9          | 0          |            | 1          | 0          |               | 3             | 0             |             |             |             | 13     | 0      |
| 2015-2016       | Monaco          | L1              | 8          | 1          | CF         | 1          | 1          | UCL           | 2             | 0             | -           | -           |             | 11     | 2      |
| 2016-gen.2017   | Standard Liegi  | JL              | 0          | 0          | CB         | 0          | 0          |               |               |               | -           | -           |             | 0      | 0      |
| 2016-2017       | Monaco          | L1              | 3          | 0          | CF         | 2          | 0          | UEL           | 0             | 0             | -           | -           |             | 5      | 0      |
| 2017-2018       | Lilla           | L1              | 11         | 1          | CF+CL      | 1+2        | 0+0        |               |               |               | -           | -           |             | 14     | 1      |
| Totale carriera | Totale carriera | Totale carriera | 31         | 2          |            | 7          | 1          |               | 5             | 0             |             |             |             | 43     | 3      |